# جوليان هينوخوسا
جوليان هينوخوسا (بالإنجليزية: Julian Hinojosa)‏ هو لاعب كرة قدم أمريكي في مركز الدفاع، ولد في 18 فبراير 2001 في دالاس في الولايات المتحدة. لعب مع نادي نورث تكساس.